# 29643 Плюккер
29643 Плюккер (29643 Plücker) — астероїд головного поясу, відкритий 15 листопада 1998 року.
Тіссеранів параметр щодо Юпітера — 3,627.